# ألكسندر كامبل
الكسندر كامبل (بالإنجليزية: Alexander Campbell) هو محامي وسياسي كندي، ولد في 9 مارس 1822 في المملكة المتحدة، وتوفي في 24 مايو 1892 بتورونتو في كندا. حزبياً، نشط في حزب كندا المحافظ. وقد انتخب Member of the Legislative Council of the Province of Canada ‏ (1858 – 1867) وانتخب عضو مجلس الشيوخ الكندي (23 أكتوبر 1867 – 7 فبراير 1887) وانتخب Lieutenant Governor of Ontario ‏ (1 يونيو 1887 – 24 مايو 1892).